# Hans Bernhard Meyer (Kunsthistoriker)
Hans Bernhard Meyer (* 20. August 1898 in Danzig; † 21. April 1982 in Reinbek, Schleswig-Holstein) war ein deutscher Kunsthistoriker und Autor.

## Leben
Hans Bernhard Meyer wurde am 20. August 1898 in der westpreußischen Stadt Danzig geboren, wo er auch aufwuchs und das Gymnasium besuchte. Von 1916 bis 1920 war er Fahnenjunker und danach Soldat im Ersten Weltkrieg, bei dem er in Kriegsgefangenschaft geriet. Nach dem Krieg studierte er Medizin (1920 bis 1923) an der Universität Heidelberg, der Universität Freiburg/Breisgau und der Universität Königsberg, schloss dieses Studium jedoch nicht ab. Danach war er als Kunstmaler und Kaufmann tätig, ehe er ab 1929 ein Studium der Kunstgeschichte an der Universität Königsberg aufnahm und dieses 1934 mit seiner Promotion zum Dr. phil. abschloss. In weiterer Folge war er Kustos am Staatlichen Landesmuseum in Danzig, Direktor des Stadtmuseums in Graudenz und später Dozent an der Landeskunstschule Hamburg. Nebenbei betätigte er sich auch als Autor. Zu seinen Werken als Schriftsteller zählen Romane, Lyrik, Erzählungen, kunsthistorische und heimatkundliche Schriften, Novellen, Anthologien oder Aphorismus.
Am 21. April 1983 starb Meyer 83-jährig in der nahe Hamburg liegenden Stadt Reinbek im Bundesland Schleswig-Holstein.

## Werke (Auswahl)
- 1934: Die Danziger Stadtvedute in ihrer künstlerischen Würdigung. Ein Beitrag zur Geschichte der Vedute (Dissertation)
- 1935: Hundert Jahre Kunstverein zu Danzig
- 1937: Schaffende Hand, kämpfendes Land. Das Buch einer Heimat (Erzählungen, Gedichte)
- 1939: Vom Alt-Danziger Schiffsverkehr und Hafenbetrieb (Elektronische Reproduktion, 2017)
- 1939: Danzig
- 1942: Graudenz
- 1954: Möwen umkreisen das Krantor (Erzählungen, Gedichte)
- 1956: Das Danziger Volksleben
- 1956: Danzig in 144 Bildern
- 1957: Westpreußische Wippchen (Neuauflage, 2004)
- 1958: Mosaik des Lebens (Aphorismen)
- 1959: Westpreussen in 144 Bildern
- 1965: Herz über dem Abgrund (Erzählungen)
- 1970: Bowkes und Pomuchelsköpp. Spaßige Erzählchen aus Danzig (3. überarbeitete Auflage, 1989)
- 2007: Alte Heimat Bernsteinküste. Königsberg – Danzig – Stettin (zusammen mit Martin Kakies und Georg Vollbrecht); Zusammenstellung dreier Bücher aus der 144-Bilder-Reihe (Königsberg von Kakies, Danzig von Meyer und Stettin von Vollbrecht)